# Râul Bălăbănești
Râul Bălăbănești este un curs de apă, afluent al râului Jeravăț. 